# Vidsjön (Värmdö socken, Uppland)
Vidsjön är en sjö i Värmdö kommun i Uppland och ingår i Norrström-Tyresåns kustområde. Sjön är 7,3 meter djup, har en yta på 0,02 kvadratkilometer och befinner sig 10 meter över havet. Vid provfiske har abborre och gers fångats i sjön.